# Brüder (1445–1467)
Brüder (tschechisch: bratříci, slowakisch: bratríci, polnisch: bracia) waren unabhängige Einheiten bestehend aus ehemaligen hussitischen Kämpfern, die in den Jahren 1445–1467 in der heutigen Slowakei, Mähren, Nordösterreich und Südpolen operierten.

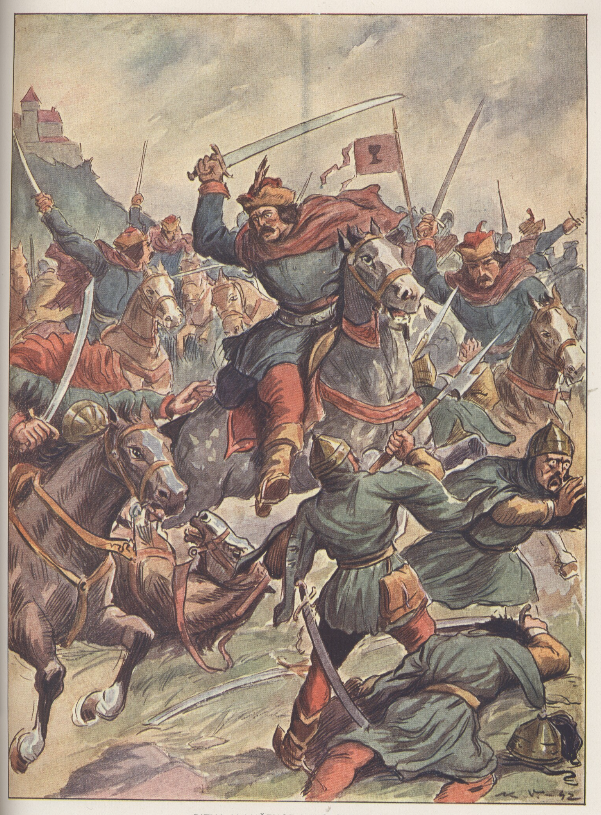
Die Schlacht von Lučenac in einer Illustration von Karel Vítek

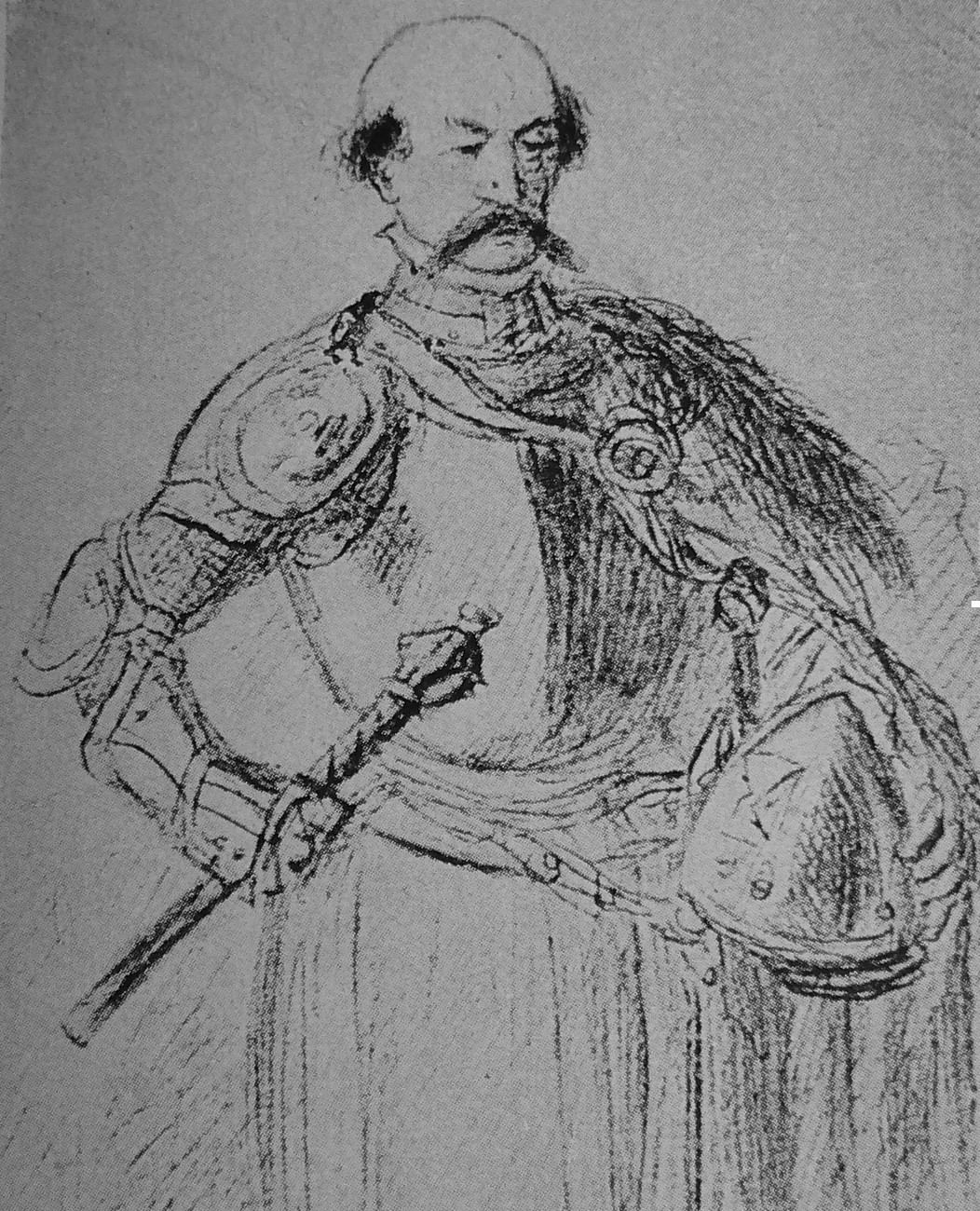
Hetman der Brüder Peter Aksamit in einer Illustration von Mikoláš Aleš

Die Brüder waren eine antifeudale Gruppe (einigen Quellen zufolge können sie als Vorfahren der anarchistischen Bewegung angesehen werden), die von Johann Jiskra von Brandýs aus dem Königreich Böhmen in den Norden des Königreichs Ungarn (ungefähr das Gebiet der heutigen Slowakei) gebracht wurde. Ihr Kern bestand aus tschechischen Hussitenkämpfern (hauptsächlich Taboriten), aber in ihren Reihen befanden sich auch slowakische Bauern, die arme Stadtbevölkerung, Vertreter des niederen Klerus und sogar einige verarmte Feudalherren.
Ihre größte Entwicklung erlebte die Formation nach 1453, als sie von Peter Aksamit von Liderovice kommandiert wurde und seine Truppen etwa 15.000 bis 20.000 Soldaten zählten. Zu dieser Zeit plünderten sie zahlreiche Siedlungen und Klöster – die Kamaldulenser in Červený Kláštor und die Prämonstratenser in Jasov – und überfielen in den Jahren 1447–1451 regelmäßig Handelskarawanen auf dem Weg nach Polen. 1451 kämpften die Brüder in der Schlacht bei Lučenac siegreich gegen die doppelt so starken ungarischen Truppen von Ladislaus Hunyadi. Die Kämpfe mit den Ungarn gingen jedoch weiter und infolge der verlorenen Schlacht bei Trebišov im November 1454 wurde ihre Tätigkeit in der Region Zemplén lahmgelegt. 1455 gelang es ihnen, Kežmarok in Zips gegen die Truppen von Johann Jiskra zu verteidigen, der zu dieser Zeit in ungarischen Diensten stand, während die zunehmende Beteiligung von Städten (insbesondere Levoča und Bardejov) an den Kämpfen zu einer zunehmenden Bedrohung für die Bewegung wurde.
1458 kontrollierten Aksamits Truppen bereits die Ost- und teilweise die Mittelslowakei. In den von den Brüdern kontrollierten Gebieten gab es etwa 35 Feldlager und Burgen, in denen radikale hussitische Frömmigkeit praktiziert wurde und die Amtssprache Tschechisch war. Im Jahr 1458, nach der Niederlage in der Schlacht bei Blatný Potok (Sárospatak), in der viele Mitglieder der Bewegung getötet und gefangen genommen wurden, kam es zu einem allmählichen Niedergang der Formation, der 1467 mit der Einnahme des Lagers bei Veľké Kostoľany in der Westslowakei durch die Truppen von Matthias Corvinus endete.
Viele Brüder wechselten daraufhin auf die Seite des Königs und wurden Mitglieder in Matthias’ Elitegarde, der sogenannten Schwarzen Rota.